# Narodni park Donava-Drava
Narodni park Donava-Drava je bil ustanovljen leta 1996 in leži na jugozahodu Madžarske. Trenutna površina je 495 kvadratnih kilometrov, večina območja pa je znotraj poplavnih območij Donave in Drave, od tega je 190 km2 Ramsarskih mokrišč. Populacije črne štorklje in orla belorepca so evropskega pomena. Sedem vrst nevretenčarjev najdemo samo tukaj na Madžarskem. Habitati ob Dravi gostijo več kot 400 zavarovanih rastlin in živali. Med endemičnimi vrstami območij narodnih parkov sta panonski glog in mladoletnice.

## Lega
Narodni park leži ob izliva Drave v Donavo ter na meji s Hrvaško. Narodni park Donava-Drava je bil ustanovljen leta 1996 z združitvijo več predhodno razglašenih zavarovanih območij. Pokriva površino okoli 50.000 hektarjev. Območje delovanja Uprave narodnega parka Donava-Drava, ki je pristojna tudi za narodni park, zajema celotno ozemlje okrožja Baranja in Tolna, okrožja Somogi, razen južne obale Blatnega jezera in manjši obseg okrajev Fejér in Bács-Kiskun. Največji del južnega Zadonavja je hrib, iz katerega kot otoka izstopata hriba Mecsek in Villány. Hribi na vzhodu in jugu obrobljajo ravnice, zapolnjene z naplavinami Donave in Drave, zato je na zavarovanih območjih mogoče proučevati najrazličnejše habitate.

## Teritorialne enote narodnega parka

### Gemenc
Gemenc je postal zavarovano območje leta 1977, prvotno kot samostojno krajinsko varstveno območje. To območje je največja poplavna ravnica v državi, večinoma pokrita z gozdom, dolga 30 km in široka 7 km. V poplavni ravnici je gospodar voda, prav tako vegetacija: v globljih predelih bosta tu na grmovju živela vrba, v višjih legah topoli, glog in robida (Rubus caesius). Ti nasadi so skoraj nedostopni, zato so odlično skrivališče za veliko divjad. Redki panonski glog, cvet spomladanske zvezde, najdemo na delih, ki so redko potopljeni. V globinah Gemenca najdejo svoje bivališče siva čaplja, belorepec, sokol plenilec in mali klinkač.
V gozdovih Gemenca je Državna gozdna železnica Gemenc, na kateri vozi tudi nostalgični vlak s parno vleko.
Gemenc je svetovno znan po svoji čredi jelenov, ki so gojili najlepše in najdragocenejše trofeje v državi. Veliko je tudi srn in divjih svinj.
Na območju Gemenca se je proces dehidracije začel leta 1810. Čeprav bi bila obnavljanje zaledne vode in dehidracija naravni pojav, urejena struga ne omogoča nastajanja novih krakov. Zato se pričakuje, da se bo program revitalizacije na območju izvajal s podporo Svetovne banke od leta 2007.

### Béda-Karapancsa
Območje, ki je sestavljeno iz dveh glavnih delov z izjemno dragoceno floro in favno, je bilo ustanovljeno leta 1989 kot krajinski park. Del Beda se razteza na desnem bregu Donave, od Mohača do južne meje. Geografsko sodi k Dravi. Odsek Karapancsai sledi reki na levem bregu in vključuje ribnik Karapancsai. V njegovih nasadih se pojavljajo tudi močvirski tulipan (Fritillaria meleagris), kovačnik (Lonicera caprifolium) in Carpesium abrotanoides. Zavarovana rastlina močvirskih travnikov je Clematis integrifolia. Spodnji del Donave je najbolj gosto poseljeno območje države z orli in črnimi štorkljami. V gozdovih otoka Mosquito je gnezdo krokarja, stepskega sokola in orla. Na poplavnih ravnicah in v zaledju Donave so v velikih skupinah velika bela čaplja, mala bela čaplja in žličarka (Platalea leucorodia). Med sesalci je vidra izjemno dragocena, v neprehodnih gozdovih pa živijo divje mačke. Jezero Riha na otoku Mohács je ramsarsko območje, njegova posebna vrednota je gnezditvena kolonija malih belih čapelj in kvakača, v nekaj parih najdena raca tatarska žvižgavka. Naravni rezervat Béda-Karapancsa meji tudi na naravni rezervat Zgornje Donave v Srbiji in na naravni rezervat Kopácsi Meadow na Hrvaškem, kjer so tudi drugi habitati in večji odseki spodnje Donave.

### Ravnine ob Dravi
Ravnina ob Dravi pravzaprav pomeni 10–15 km široko madžarsko poplavno ravnico. Poplavno ravnico spremljajo zaledni in galerijski gozdovi. V mrtvicah rastejo zaloge vodnega oreška, plavajočega plavčka in Stratiotes aloides (vodni ananas). Odsek Madžarske Drave je eden najbogatejših z ribami. Tukaj živijo živi kečiga, Barbus peloponnesius, velika senčica in činklja. Od dvoživk je posebne pozornosti vreden izjemno redek Triturus cristatus. Od plazilcev se pojavljajo kobranka, smokulja in močvirska sklednica. Na obali preživljata čas mali deževnik (Charadrius dubius) in mali martinec (Actitis hypoleucos). Na bregovih reke je gnezdišče vodomca in čebelarja. V galerijskih gozdovih živi na tisoče ptic pevk: slavec, močvirska trstnica (acrocephalus palustris), črnoglavka, vrbji kovaček. V okolici se lahko vidi »kormoranov gozd«, ki je ogromno gnezdišče kormoranov. Velika podlasica in mala podlasica sta pogosti okoli trstja. Zaščiten plenilec je evropski jazbec, kuna zlatica in divja mačka.
Poseben poudarek na tem območju je Spominski park ptic Mattyi, katerega drevesne glave spominjajo na izumrle vrste ptic na Madžarskem.

### Barcsi-brin
Območje je postalo zavarovano leta 1974 kot krajinsko varstveno območje brina Barcsi. V južnem delu Belső-Somogy je pokrajina posejana s travniki, jezeri in močvirji. Krčenje gozdov in paša sta imela pomembno vlogo pri razvoju brina. Poimenovana rastlina je navadni brin. Predstavniki žuželk na peščenih traviščih so poljski brzec (Cicindela campestris ), Semanotus russicus in navadna bogomolka. Tu živita tudi smrdokavra in sršenar. Ponekod se lahko naleti smokuljo. V barjanskih gozdovih nastalih v stoječih vodnih habitatih raste kraljeva praprot Osmundales, ki je izključno v Karpatskem bazenu. Ti gozdovi zagotavljajo habitat za zelenonogo tukalico in raco mlakarico. Značilne živali močvirja so kačji pastirji, evropska ščuka in navadni koreselj, pa tudi mali ponirek, rjava čaplja (Ardea purpurea) in črna štorklja.

### Gozd Lankóczi
Gozd Lankóczi je na meji vasi Gyékényes in ima združenja poplavnih ravnic. Zaščitene redkosti so močvirski tulipan, modra zvezdnica (Scilla), navadni volčin in kukavičevke. Kosec se pojavlja v gozdovih.

### Območje Zákány-Őrtilos
Na območju je več rastlin, ki jih drugje v državi ni ali pa jih le redko najdemo. Hladnejša mikroklima sotesk ustvarja ugodne življenjske pogoje za naslednje vrste, med drugim: trilistna vetrnica, velecvetna mrtva kopriva, avstrijski divjakovec (Doronicum austriacum).

## Krajinsko varstvena območja

### Krajinsko varstveno območje Boronka-Mellék
Vodotoki na območju spadajo v povodje Blatnega jezera. Najpomembnejši je potok Boronka. Čeprav je topografsko skoraj ravninski, je njegova flora izjemno raznolika. Podnebje je še posebej ugodno za nevretenčarje. Kot rezultat dosedanjih raziskav so odkrili številne zavarovane vrste: enodnevice, kobilice Acridoidea, metuljev, hroščev, gozdnih mravelj, ptic pevk, pajkov in kačjih pastirjev.

### Krajinsko varstveno območje Južni Mezőföld
Zavarovano območje v velikosti 7546 hektarjev, sestavljeno iz 12 mozaikov, je na meji županij Fejér in Tolna, ustanovljeno je bilo leta 1999 z združitvijo več zavarovanih območij. Cilj zaščite je bil ohraniti lesne formacije, ki določajo edinstveno podobo poljske krajine, območja živega peska, ki so nastala na mestu nekdanje struge reke Ős-Sárvíz, ter rastlinstvo in živalstvo, bogato z vrstami, ki so nastale na njih, ter za varovanje krajine in kulturnozgodovinskih vrednot. Krajinsko varstveno območje obsega: Látóhegy v Németkérju, žafran v Szedresu, Ökör-hegy v Bikácsu, močvirje v Kistápéju in območje Crambe tataria v Bölcskeiju.

### Varstveno območje krajine Vzhodni Mecsek
Površje vzhodnega Mecseka je razdeljeno z globokimi dolinami, zato so se lahko razvile različne mikroklimatske razmere in posledično raznolika flora in favna. Ena od značilnih rastlin južnih pobočij je banatska potonika Paeonia banatica, na hladnejših severnih pobočjih pa velja omeniti gorsko praprot. Najbolj značilna zavarovana rastlina v skalnatih sotesk je praprot jelenov jezik (Asplenium scolopendrium). Redko je gnezdenje črnoglavega in malega muharja in sive pastirice (Motacilla cinerea) ima na tem območju skromno, a stabilno populacijo.

### Krajinsko varstveno območje Zahodni Mecsek
Krajinsko varstveno območje Zahodni Mecsek je bilo ustanovljeno 25. aprila 2009 v Mecseku. Štiri naravovarstvena območja, ki so bila prej razglašena za zavarovana, so združena v območje varstvenega območja krajine: površinsko varstveno območje naravovarstvenega območja jame Abaligeti, naravovarstveno območje hriba Jakab, naravovarstveno območje doline Meleg-mányi in naravovarstveno območje Pintér-kert. Krajinsko varstveno območje Zahodni Mecsek varuje geološke, botanične in zoološke vrednote. Najpomembnejša od njegovih geoloških vrednot je hrib Jakab in njegova okolica v jugozahodnem delu območja, katerega spektakularni površinski elementi so naravni kamni Babás in Zsongor.

### Krajinsko varstveno območje Zselic
Večino zahodnega dela hribovitega venca Mečeškega hribovja, Zselic, pokriva gozd. V njihovem podrastju živita drobnocvetni teloh in podlesna vetrnica. Navadna ciklama in navadni pasji zob sta znani kot vrsti iz Zalskega hribovja in Notranjega Somogyja. Raziskave favne Zselicséga še potekajo. Zaloga velike divjadi je odlična. V gozdovih Zselic živijo čudoviti jeleni, srne in številne divje svinje.

## Naravni rezervati
- Naravni rezervat Babócsai Basa: po legendi je ena od žena paše, ki je oblegal obmejno trdnjavo Babócsa, prinesla narciso iz svoje daljne domovine, ki se je od takrat močno namnožila in je zdaj največje sosednje območje narcis v Evropi.
- Naravni rezervat Baláta: jezero Baláta je trstikasto, močvirnato, nepretočno prabarje, na travniku ob jezeru pa se odpirajo kukavičevke. Robovi gozda so okrašeni z navadnim zlatim korenom. Med plazilci v okolici živita tudi navadni gad in njegova črna različica.
- Naravni rezervat Bikácsi Ökör-hegy: območje je zavarovano od leta 1987. Dvigne se le kakšnih sto metrov, a še vedno izstopa od ostalih gomil. Glavni razlog za njegovo zaščito je pojav navadnega kosmatinca (Pulsatilla pratensis).
- Naravni rezervat Bölcskei Tátorjános: del obročastih dolin je naravni rezervat Crambe tataria. V Balatonkeneseju so jo najprej našli, in verjeli, da je bila izgubljena, v 1980-ih pa so jo botaniki našli tudi na meji Wise. Razlaga za preživetje je, da lesni hrib, ki izstopa iz doline Fürge vinograda Leányvári, ni veljal za vrednega razbitja in obdelave.
- Naravni rezervat gozdnih pašnikov Csokonyvisontai: zemljišče je ohranilo sledi gospodarjenja z gozdovi, značilnimi za okrožje Somogy.
- Naravni rezervat Dunaszekcső Löszfal: razpoka je dolga 15 kilometrov in se še vedno nenehno razvija. Ob poplavah jo Donava odplakne, v tem primeru pa se manjši in večji kosi odtrgajo in zdrsnejo v vodo. Območje je pomembna postaja pri selitvi ptic po Donavi.

•	Németkér Látó-hegy Természetvédelmi Terület: a németkéri Látó-hegyen és környékén az Ős-Sárvíz elhagyott medréből hordta ki a homokot a szél, melyet erdősítéssel próbált az ember megkötni. A Látó-hegy maga egy 152 méter magas homokbucka. Javarészt homoki legelők és lábánál láprétek húzódnak. A buckák közötti nedves láprétek növényei a hússzínű ujjaskosbor, a mocsári nőszőfű. A meredekebb bányafalakban gyurgyalagok, lappantyúk és barázdabillegetők fészkelnek.
- Naravni rezervat Fekete-hegy: botaniki so identificirali skupno 48 zaščitenih rastlinskih vrst s tega območja.
- Naravni rezervat močvirja Kistápéi: močvirje Kistápéi obuja spomin na stara močvirja. Potok Malom, ki teče med kopami in nabrekne v ribnik, je spremenil mikroklimo območja. Na delih trajno poplavljenega območja se je začelo šotiranje, kjer je zagotovljeno preživetje ledenodobnih vrst, kot je zavarovani trollius (pogačica). Na močvirju za nabrežjem domujeta dve redki kukavičevki: navadni kukovičnik (Gymnadenia conopsea) in mesnordeča prstasta kukavica (Dactylorhiza incarnata).
- Naravni rezervat Mohač zgodovinski spomenik: Spomenik je bil odprt 29. avgusta 1976, ob 450. obletnici bitke.
- Nagy-Mező - naravni rezervat Arany-Hegy: glede na ime Nagy-mező ob vznožju Zengőja je ogromen. Južni del je bil uporabljen kot pašnik. Žal je bilo to opuščeno, čeprav je bila paša tista, ki je zagotavljala preživetje zelo zaščiteni banatski potoniki in Adonis vernalis. Tem so se izogibali, ker so bile za pašne živali strupene. Vrednost Zlate gore je vino, ki diši po bezgu.
- Naravni rezervat Németkér Látó-hegy: na Látó-hegy v Németkéru in njegovi okolici je veter odnašal pesek iz zapuščene struge reke Ős-Sárvíz, ki ga je človek poskušal vezati z pogozdovanjem. Látó-hegy je 152 metrov visoka peščena sipina. Večinoma peščeni pašniki in močvirja ob vznožju. Rastline mokrih močvirij med gomilami so mesnordeča prstasta kukavica, navadna močvirnica (Epipactis palustris). V strmejših stenah gnezdijo čebelarji, podhujka in bela pastirica.

•	Villányi Templom-hegy Természetvédelmi Terület: A villányi templomhegyen – nevével ellentétben – nem áll templom. Az a hegy lábánál épült fel, a hegytetőn pedig kőbánya nyílt, ahol a kőbányászok tárták fel a Templom-hegy ammonita-maradványait.
- Naravni rezervat jezera Pacsmagi: pet ribnikov, ki so postali blatni in zagotavljajo življenjski prostor številnim pticam, je nastalo zaradi nabrekanja potoka Koppány, ki se izliva v Kapos. Na komaj pol tisoč hektarjih gnezdi okoli 54 vrst ptic, med selitvijo pa lahko najde počivališča do 111 vrst.
- Gozdni naravni rezervat Rinyaszentkirály: priljubljeno gnezdišče čapelj in je zato izjemnega pomena za reševanje madžarske populacije te vrste.
- Naravni rezervat pašnikov Szakadáti: zavita škrbica (Spiranthes spiralis) je bila prva, ki so jo našli v hribih Szakadát iz okraja Tolna. Ta drobna vrsta kukavičevk je cvetela v večjem številu na majhnem območju skrite strani doline, ki se uporablja za pašo ovac. To majhno območje je bilo zaščiteno leta 1989.
- Naravni rezervat Szársomlyó: podnebje na severni in južni strani Szársomlyója je drugačno, ker se golo južno pobočje čez dan ogreje, zaraščeni sever pa se počasneje ohlaja. Tako zelo zaščitena Colchicum hungaricum zacveti že januarja-februarja. Hribovje Villány in znotraj njega Szársomlyó sta edina habitata mnogih rastlin na Madžarskem. Tu med drugim živijo sabljasti triplat Trigonella gladiata, pojalniki in Medicago orbicularis.
- Naravni rezervat Szedres: zaščiteni sta vrsti žafran Crocus reticulatus in Adonis vernalis (fazanovo oko). Govedo, ki se pase tukaj, teh dveh rastlin ne uživa, ker so njihovi listi strupeni.
- Gozdni naravni rezervat Szentegáti: gnezdišče rjavega škarnika in črne štorklje. Obe vrsti sta zelo občutljivi, ne prenašata niti najmanjšega motenja.
- Naravni rezervat Villányi Templom-hegy: V nasprotju s svojim imenom na cerkvenem griču Villány ni cerkve. Zgrajena je bila ob vznožju gore, na vrhu hriba pa se je odprl kamnolom, kjer so kamnolomi izkopali ostanke amonita Tempeljske gore.